# Горан Нава
Горан Нава (Болоња, Италија, 15. април 1981) је српски атлетичар специјалиста на трке на средњим пругама. У августу 2008. године представљао је Србију на Олимпијским играма у Пекингу, а у јулу 2009. године освојио је две медаље на Универзијади у Београду, сребрну на 800 метара и бронзану медаљу на 1.500 метара.
Учествовао је у тркама на 1.500 метара на Светском првенству на отвореном 2009. у Берлину и Светском првенству у дворани 2010. у Дохи, али је оба пута испао у предтакмичењу.
Године 2010. на Европском првенству у Барселони, Горан Нава заузео је дванаесто место у финалу трке на 1.500 метара.
На Европском дворанском првенству 2011. године у Паризу Горан Нава је у финалној трци на 1.500 метара заузео седмо место.
Атлетски савез Србије прогласио је Горана Наву за најуспешнијег атлетичара у 2009. години у Србији, заједно са троскокашицом Биљаном Топић.

## Значајнији резултати
| Година                | Такмичење                    | Место                 | Пласман               | Дисциплина            | Резултат              |
| Представљајући Србију | Представљајући Србију        | Представљајући Србију | Представљајући Србију | Представљајући Србију | Представљајући Србију |
| --------------------- | ---------------------------- | --------------------- | --------------------- | --------------------- | --------------------- |
| 2008                  | Олимпијске игре              | Пекинг, Кина          | 35. (кв)              | 1.500 м               | 3:42,92               |
| 2009                  | Европско првенство у дворани | Турин, Италија        | 8.                    | 1.500 м               | 3:48,65               |
| 2009                  | Медитеранске игре            | Пескара, Италија      | 5.                    | 1.500 м               | 3:39,58               |
| 2009                  | Универзијада                 | Београд, Србија       |                       | 800 м                 | 1:48,06               |
| 2009                  | Универзијада                 | Београд, Србија       |                       | 1.500 м               | 3:42,88               |
| 2009                  | Светско првенство у дворани  | Берлин, Немачка       | 31. (кв)              | 1.500 м               | 3:44,13               |
| 2010                  | Светско првенство у дворани  | Доха, Катар           | 16. (кв)              | 1.500 м               | 3:42,79               |
| 2010                  | Европско првенство           | Барселона, Шпанија    | 12.                   | 1.500 м               | 3:45,77               |
| 2011                  | Европско првенство у дворани | Париз, Француска      | 7.                    | 1.500 м               | 3:42,37               |
| 2012                  | Европско првенство           | Хелсинки, Финска      | 8.                    | 1.500 м               | 3:47,74               |
| 2013                  | Европско првенство у дворани | Гетеборг, Шведска     | 15. (кв)              | 1.500 м               | 3:45,58               |
| 2014                  | Европско првенство           | Цирих, Швајцарска     | 18. (кв)              | 1.500 м               | 3:41,43               |
| 2015                  | Европско првенство у дворани | Праг, Чешка           | 17. (кв)              | 1.500 м               | 3:48,80               |
| 2017                  | Европско првенство у дворани | Београд, Србија       | 13. (кв)              | 1.500 м               | 3:48,53               |